# Tapiwanashe Makarawu
Tapiwanashe Makarawu, né le 14 août 2000 à Harare, est un athlète zimbabwéen, spécialiste des épreuves de sprint.

## Biographie
En 2022, il décroche la médaille de bronze du relais 4 × 100 m lors des championnats d'Afrique à Saint-Pierre.
En 2023 il bat le record du Zimbabwe que détenait Brian Dzingai, en 20 s 10. 
Il descend pour la première fois sous les 20 secondes sur 200 m le 26 avril 2024 à Lubbock en établissant un nouveau record de Zimbabwe en 19 s 93,.

## Palmarès
| Date | Compétition            | Lieu         | Résultat | Épreuve   | Marque  |
| ---- | ---------------------- | ------------ | -------- | --------- | ------- |
| 2022 | Championnats d'Afrique | Saint-Pierre | 3e       | 4 × 100 m | 39 s 81 |
| 2024 | Championnats d'Afrique | Douala       | 2e       | 200 m     | 20 s 51 |
| 2024 | Championnats d'Afrique | Douala       | 6e       | 100 m     | 10 s 25 |
| 2024 | Jeux olympiques        | Paris        | 6e       | 200 m     | 20 s 10 |

## Records
| Épreuve            | Temps        | Lieu    | Date            |
| ------------------ | ------------ | ------- | --------------- |
| 100 m              | 10 s 05      | Hobbs   | 20 mai 2023     |
| 200 m              | 19 s 93 (NR) | Lubbock | 26 avril 2024   |
| 200 m piste courte | 20 s 29 (NR) | Lubbock | 13 janvier 2024 |